# Beryl Swain

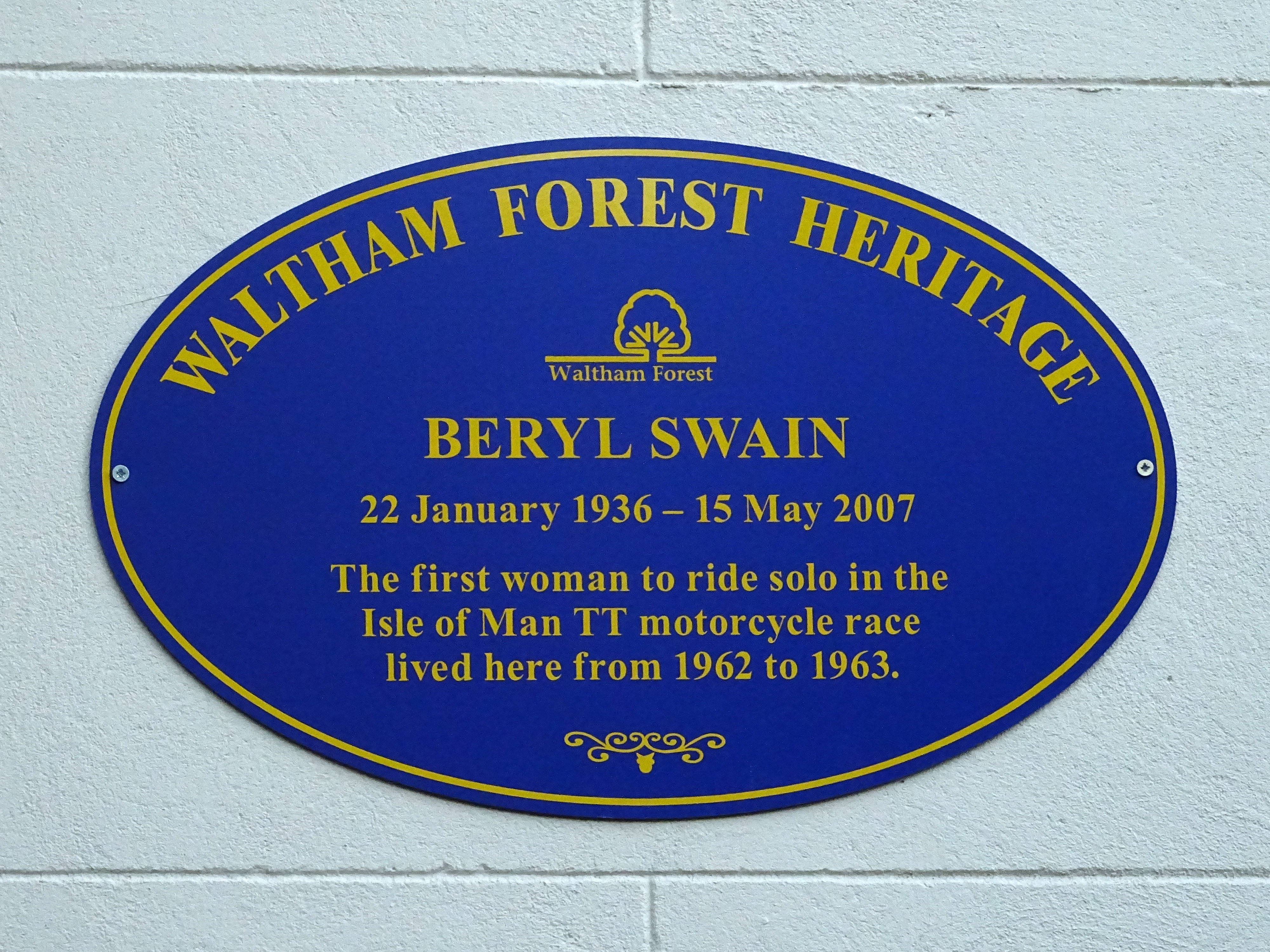
Gedenkplakette

 Beryl Swain  (* 22. Januar 1936 in Walthamstow; † 2007 in Epping) war eine britische Motorradrennfahrerin. Sie nahm 1962 als erste Frau an der Isle of Man TT teil.

## Leben
Swain wurde als Beryl Tolman in Walthamstow geboren. 1958 heiratete sie Eddie Swain, den Besitzer einer Motorradwerkstatt. Sie wurde Mitglied zahlreicher Motorradclubs und sie begann mit dem Rennsport. Sie war die erste Frau, die als Solo-Fahrerin an einem Rennen auf dem gefährlichen TT-Kurs der Isle of Man teilnahm, der zu einem der berühmtesten öffentlichen Straßenrennen der Welt zählt. Nach zwei Runden auf dem Mountain Circuit im Rennen von 1962 belegte sie auf einer 50-cm³-Itom den 22. Platz. Ihre Durchschnittsgeschwindigkeit betrug 48,3 mph (77,7 km/h), nachdem ihre Maschine in der zweiten Runde den höchsten Gang verloren hatte. Sie kündigte ihre Absicht an, im folgenden Jahr zurückzukehren. Die Organisatoren waren immer besorgt, dass ein männlicher Rennfahrer auf der harten Strecke schwer verletzt oder getötet werden könnte und sie waren nicht bereit, das Risiko mit einer Frau einzugehen. Als Zeichen der Zeit beschloss der Sportverband FIM ihre internationale Lizenz durch die Einführung einer Mindestgewichtsgrenze zu widerrufen. Da sie diese nicht einhalten konnte und die Organisatoren auf dem Verbot weiblicher Teilnehmer beharrten, stellte sie das Rennfahren ein. Sie protestierte, setzte sich gegen die Entscheidung ein und erhielt viel Unterstützung. Trotzdem wurde ihre Lizenz nie wiederhergestellt. Sie kehrte nach dem Widerruf ihrer Lizenz nie mehr zum Rennsport zurück und arbeitete als Managerin in der Region London für Sainsbury’s (eine große Kette von Supermärkten in Großbritannien). Später half sie älteren Menschen durch Mahlzeiten auf Rädern. Das Verbot wurde schließlich ein Jahrzehnt später aufgehoben und Frauen begannen erneut, im TT-Rennen anzutreten.